# Ben Kelso
Ben Kelso (Flint, 11 aprile 1949) è un ex cestista e allenatore di pallacanestro statunitense, professionista nella NBA.

## Carriera
Venne selezionato dai Detroit Pistons all'ottavo giro del Draft NBA 1972 (117ª scelta assoluta) e, nuovamente, all'ottavo giro del Draft NBA 1973 (129ª scelta assoluta).